# 1991 VG

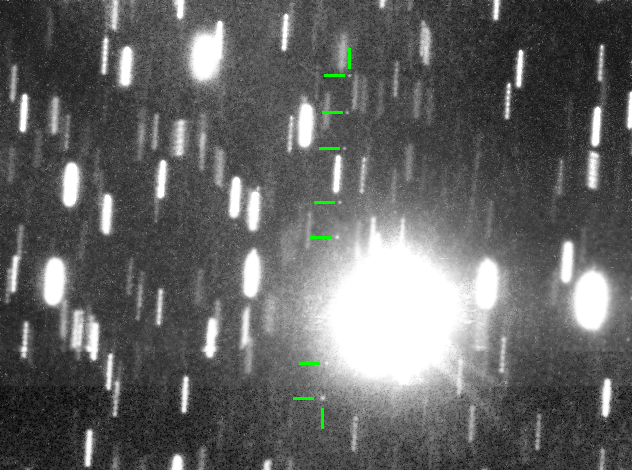
1991 VG

1991 VG är ett objekt i omloppsbana runt solen som upptäcktes 1991 av den amerikanska astronomen James V. Scotti med hjälp av Spacewatch-teleskopet vid Kitt Peak.

## Upptäckten
När Jim Scotti först hittade objektet den 6 november 1991 kunde han se att det var ett objekt som rörde sig så snabbt över himlen att det inte kunde röra sig om en asteroid i asteroidbältet. Istället måste det röra sig om en jordnära asteroid. Nästföljande natt gjordes två nya försök till observationer, men båda misslyckades. Istället hittade han ett andra objekt som rörde sig med ungefär samma hastighet. Vid nästföljande försök hittades bara det andra objektet men därefter tappade han också bort detta. Jim gjorde nya försök att beräkna en omloppsbana för det andra objektet. Men de beräkningarna gav inget av värde. Då kopplade han samman de två objekten till ett enda och fick då fram att det kunde röra sig om ett objekt som gick i en mycket jordlik omloppsbana. Observationerna var därefter framgångsrika och han kunde konstatera att objektet fanns bara 0,022 AU (3,3 miljoner kilometer) bort.

## Vad är 1991 VG?
Under början av december skulle objektet komma så nära jorden som 450 000 kilometer, vilket fick Jim att misstänka att det kunde röra sig om ett raketsteg eller något annat som tillverkats av människor. Beräkningar visar att objektet varit nära jorden senast 1973-4 och man misstänkte att det kunde röra sig om en bärraket till Helios A. Men det visade sig att det raketsteget hade återförts till en omloppsbana runt jorden. Jims gissning är att det rör sig om ett Saturnus IVB-raketsteg från de tidigaste Apollouppdragen.

## Utomjordisk artefakt?
Då det är så få stora människogjorda raketsteg som har skickats ut före mitten av 1970-talet så bedömer vissa att det inte kan röra sig om ett objekt som är tillverkat av människor. Dessutom tror man inte att det finns så många naturliga asteroider med omloppsbanor som liknar den 1991 VG har. Konsekvensen skulle därför vara att det rör sig om ett objekt från en utomjordisk civilisation. Resonemanget grundar sig delvis på vad Duncan Steel vid University of Adelaide har skrivit. Steel själv förespråkar dock att objektet är människoskapat.